# Ashkelon
Ashkelon hoặc Ashqelon (/ˈæʃkəlɒn/; tiếng Hebrew: אַשְׁקְלוֹןⓘ, [aʃkeˈlon]), cũng gọi là Ascalon (/ˈæskəlɒn/; tiếng Hy Lạp cổ: Ἀσκάλων, Askálōn; tiếng Ả Rập: عَسْقَلَان, ʿAsqalān), là một thành phố ven biển ở Huyện Nam của Israel trên bờ Địa Trung Hải, 50 km (31 dặm) về phía nam của Tel Aviv. Cảng biển cổ xưa của Ashkelon có từ thời kỳ đồ đá mới. Trong quá trình lịch sử của nó, khu vực này đã từng nằm dứơi sự cai trị của người Canaan, người Philistin, dân Do Thái, người Assyria, người Babylon, người Hy Lạp, người Phoenicia, người La Mã, người Ba Tư, người Ai Cập và quân Thập tự chinh, cho đến khi nó đã bị phá hủy bởi nhà Mamluk vào năm 1270.
Thành phố hiện đại của Ashkelon phát triển từ thị trấn Ả Rập al-Majdal (tiếng Ả Rập: المجدل hoặc tiếng Ả Rập: مجدل عسقلان, tiếng Do Thái: אל - מג 'דל, מגדל), được thành lập vào thế kỷ 16, dưới thời cai trị Đế quốc Ottoman. Sau đó nó được một phần của British mandate và đã bị Israel chiếm trong chiến tranh Ả Rập-Israel năm 1948, vào ngày 05 tháng 11 năm 1948.
Ashkelon có dân số 111.700 người. Thành phố có bãi biển đẹp, là một điểm đến hấp dẫn cho các gia đình trẻ, cũng như cho các cặp vợ chồng về hưu.

## Thành phố kết nghĩa
Ashkelon kết nghĩa với:
- Côte Saint-Luc, Quebec, Canada
- Grodno, Belarus
- Tín Dương, Trung Quốc
- Iquique, Chile
- Aix-en-Provence, Pháp[2][3]
- Vani, Gruzia[4]
- Kutaisi, Gruzia
- Aviano, Ý
- Berlin-Pankow, Đức
- Sopot, Ba Lan
- Entebbe, Uganda
- Portland, Oregon, Hoa Kỳ
- Baltimore, Maryland, Hoa Kỳ[5]
- Sacramento, California, Hoa Kỳ